# Arthrologie
Die Arthrologie (zu altgriechisch ἄρθρον árthron, deutsch ‚Gelenk‘ und λόγος lógos, deutsch ‚Wort‘, ‚Rede‘, ‚Lehre‘) oder allgemeine Gelenklehre erforscht Aufbau, Funktion, Pathologie und Behandlung von Gelenken. Sie ist als Teilgebiet der Orthopädie sowohl in der Humanmedizin als auch in der Veterinärmedizin von Bedeutung.